# 茨木市立玉櫛小學校
茨木市立玉櫛小學校（日语：／）是位於日本大阪府茨木市的一間公立小学。

## 歷史
- 1874年6月：開校。當時校名為島下郡第三區水尾小學校。
- 1895年：與沢良宜小學校合併，改名為島下郡玉櫛尋常小學校。
- 1911年1月：與玉櫛農業補習學校共用校區（至1934年為止）。
- 1941年4月：改名為三島郡玉櫛国民學校（依據國民學校令）。
- 1947年4月：改名為玉櫛村立小學校（因學制改革）。
- 1948年1月：改名為茨木市立玉櫛小學校。
- 1971年4月：與茨木市立水尾小学校分校。
- 1973年4月：與茨木市立天王小學校分校。
- 1974年4月：與茨木市立葦原小学校分校。
- 1980年7月：校區游池竣工。
- 1982年4月：與茨木市立東奈良小學校分校。
- 2008年6月：游池增建工程。
- 2014年6月：創立140周年。

## 學區
- 茨木市玉櫛1・2丁目、玉水町、水尾2丁目的部分區域、水尾3丁目的部分區域、真砂1丁目的部分區域及沢良宜東町。

畢業生通常會升學至茨木市立南中學校或茨木市立天王中學校等2所中學。

## 如何抵達
- 搭乘阪急京都本線或大阪高速鐵道至南茨木車站後向東步行約15分鐘可抵達。

## 著名校友
- 宮迫博之（雨後敢死隊）

## 關連項目
- 大阪府小学校一覧